# 퀴즈 대한민국의 연예인 출연자 목록
이 목록은 퀴즈 대한민국에서 출연한 연예인 항목을 나열한 목록이다.
10년 간 퀴즈 대한민국에 참여한 인원은 총 9만여 명이고, 10년 동안 방송에 직접 출연한 인원은 총 3000여 명이며, 퀴즈 대한민국 출연자에 관련된 특기 사항은 다음과 같다.

## 퀴즈 대한민국 출연 스타

### 2003년
| 출연자 | 방송일                               | 회차 | 방송 채널 | 방송 시간                       | 비고           |
| ------ | ------------------------------------ | ---- | --------- | ------------------------------- | -------------- |
| 서수남 | 2003년 4월 20일                      | 23회 | KBS 1TV   | 일요일 오전 10:10 ~ 11:00(50분) | 과학의 달 특집 |
| 조혜련 | 2003년 4월 20일                      | 23회 | KBS 1TV   | 일요일 오전 10:10 ~ 11:00(50분) | 과학의 달 특집 |
| 김병찬 | 2003년 4월 20일                      | 23회 | KBS 1TV   | 일요일 오전 10:10 ~ 11:00(50분) | 과학의 달 특집 |
| 표진인 | 2003년 4월 20일                      | 23회 | KBS 1TV   | 일요일 오전 10:10 ~ 11:00(50분) | 과학의 달 특집 |
| 노현희 | 2003년 4월 20일                      | 23회 | KBS 1TV   | 일요일 오전 10:10 ~ 11:00(50분) | 과학의 달 특집 |
| 박준형 | 2003년 4월 20일 제3대 퀴즈 영웅 탄생 | 23회 | KBS 1TV   | 일요일 오전 10:10 ~ 11:00(50분) | 과학의 달 특집 |
| 김영삼 | 2003년 7월 6일                       | 34회 | KBS 1TV   | 일요일 오전 10:00 ~ 11:00(60분) |                |

### 2004년
| 출연자 | 방송일          | 회차 | 방송 채널 | 방송 시간                       | 비고        |
| ------ | --------------- | ---- | --------- | ------------------------------- | ----------- |
| 서남용 | 2004년 1월 4일  | 57회 | KBS 1TV   | 일요일 오전 10:00 ~ 11:00(60분) | 새내기 특집 |
| 고민정 | 2004년 1월 4일  | 57회 | KBS 1TV   | 일요일 오전 10:00 ~ 11:00(60분) | 새내기 특집 |
| 배동성 | 2004년 5월 2일  | 73회 | KBS 1TV   | 일요일 오전 10:00 ~ 11:00(60분) |             |
| 이연경 | 2004년 5월 30일 | 77회 | KBS 1TV   | 일요일 오전 10:00 ~ 11:00(60분) | 아줌마 특집 |
| 임수민 | 2004년 5월 30일 | 77회 | KBS 1TV   | 일요일 오전 10:00 ~ 11:00(60분) | 아줌마 특집 |
| 길수현 | 2004년 6월 27일 | 81회 | KBS 1TV   | 일요일 오전 10:00 ~ 11:00(60분) |             |
| 장웅   | 2004년 8월 29일 | 89회 | KBS 1TV   | 일요일 오전 10:00 ~ 11:00(60분) |             |
| 도세훈 | 2004년 9월 12일 | 91회 | KBS 1TV   | 일요일 오전 10:00 ~ 11:00(60분) |             |

### 2005년
| 출연자 | 방송일           | 회차  | 방송 채널 | 방송 시간                       | 비고                           |
| ------ | ---------------- | ----- | --------- | ------------------------------- | ------------------------------ |
| 조우종 | 2005년 1월 2일   | 106회 | KBS 1TV   | 일요일 오전 10:00 ~ 11:00(60분) | 새내기 특집                    |
| 김소형 | 2005년 2월 6일   | 111회 | KBS 1TV   | 일요일 오전 10:00 ~ 11:00(60분) | 설 특집 스타 대격돌            |
| 김하진 | 2005년 2월 6일   | 111회 | KBS 1TV   | 일요일 오전 10:00 ~ 11:00(60분) | 설 특집 스타 대격돌            |
| 정덕희 | 2005년 2월 6일   | 111회 | KBS 1TV   | 일요일 오전 10:00 ~ 11:00(60분) | 설 특집 스타 대격돌            |
| 이근철 | 2005년 2월 6일   | 111회 | KBS 1TV   | 일요일 오전 10:00 ~ 11:00(60분) | 설 특집 스타 대격돌            |
| 원정혜 | 2005년 2월 6일   | 111회 | KBS 1TV   | 일요일 오전 10:00 ~ 11:00(60분) | 설 특집 스타 대격돌            |
| 성동일 | 2005년 2월 6일   | 111회 | KBS 1TV   | 일요일 오전 10:00 ~ 11:00(60분) | 설 특집 스타 대격돌            |
| 이원희 | 2005년 4월 10일  | 119회 | KBS 1TV   | 일요일 오전 10:00 ~ 11:00(60분) |                                |
| 김학도 | 2005년 4월 17일  | 120회 | KBS 1TV   | 일요일 오전 10:00 ~ 11:00(60분) |                                |
| 김희영 | 2005년 5월 29일  | 125회 | KBS 1TV   | 일요일 오전 10:00 ~ 11:00(60분) |                                |
| 이호섭 | 2005년 7월 3일   | 130회 | KBS 1TV   | 일요일 오전 10:00 ~ 11:00(60분) |                                |
| 박대운 | 2005년 9월 4일   | 139회 | KBS 1TV   | 일요일 오전 10:00 ~ 11:00(60분) | 휠체어 개그맨                  |
| 이철용 | 2005년 12월 11일 | 152회 | KBS 1TV   | 일요일 오전 10:00 ~ 11:00(60분) | 일요일 오전 9:55 ~ 10:55(60분) |

### 2006년
| 출연자   | 방송일           | 회차  | 방송 채널 | 방송 시간                      | 비고                            |                  |
| -------- | ---------------- | ----- | --------- | ------------------------------ | ------------------------------- | ---------------- |
| 송중기   | 2006년 1월 8일   | 155회 | KBS 1TV   | 일요일 오전 9:55 ~ 10:55(60분) | 당시 연예계 데뷔 전이었다.      |                  |
| 유세윤   | 2006년 1월 29일  | 158회 | KBS 1TV   | 일요일 오전 9:55 ~ 10:55(60분) | 설 특집 스타 대격돌             |                  |
| 오영실   | 2006년 1월 29일  | 158회 | KBS 1TV   | 일요일 오전 9:55 ~ 10:55(60분) | 설 특집 스타 대격돌             |                  |
| 김병준   | 2006년 1월 29일  | 158회 | KBS 1TV   | 일요일 오전 9:55 ~ 10:55(60분) | 설 특집 스타 대격돌             |                  |
| 전제향   | 2006년 1월 29일  | 158회 | KBS 1TV   | 일요일 오전 9:55 ~ 10:55(60분) | 설 특집 스타 대격돌             |                  |
| 김구라   | 2006년 1월 29일  | 158회 | KBS 1TV   | 일요일 오전 9:55 ~ 10:55(60분) | 설 특집 스타 대격돌             |                  |
| 강승희   | 2006년 2월 19일  | 161회 | KBS 1TV   | 일요일 오전 9:55 ~ 10:55(60분) |                                 |                  |
| 박시준   | 2006년 5월 21일  | 173회 | KBS 1TV   | 일요일 오전 9:55 ~ 10:55(60분) |                                 |                  |
| 배칠수   | 2006년 9월 3일   | 188회 | KBS 1TV   | 일요일 오전 9:55 ~ 10:55(60분) |                                 |                  |
| 문단열   | 2006년 11월 26일 | 200회 | KBS 1TV   | 일요일 오전 9:55 ~ 10:55(60분) | 일요일 오전 10:00 ~ 11:00(60분) | 특집 스타 대격돌 |
| 최승     | 2006년 11월 26일 | 200회 | KBS 1TV   | 일요일 오전 9:55 ~ 10:55(60분) | 일요일 오전 10:00 ~ 11:00(60분) | 특집 스타 대격돌 |
| 이고운영 | 2006년 11월 26일 | 200회 | KBS 1TV   |                                | 일요일 오전 10:00 ~ 11:00(60분) | 특집 스타 대격돌 |
| 이혜정   | 2006년 11월 26일 | 200회 | KBS 1TV   |                                | 일요일 오전 10:00 ~ 11:00(60분) | 특집 스타 대격돌 |
| 이창하   | 2006년 11월 26일 | 200회 | KBS 1TV   |                                | 일요일 오전 10:00 ~ 11:00(60분) | 특집 스타 대격돌 |
| 김혜영   | 2006년 11월 26일 | 200회 | KBS 1TV   |                                | 일요일 오전 10:00 ~ 11:00(60분) | 특집 스타 대격돌 |

### 2007년
| 출연자 | 방송일          | 회차  | 방송 채널 | 방송 시간                       | 비고 |
| ------ | --------------- | ----- | --------- | ------------------------------- | ---- |
| 정세인 | 2007년 1월 21일 | 208회 |           |                                 |      |
| 박현빈 | 2007년 2월 25일 | 213회 | KBS 1TV   | 일요일 오전 10:00 ~ 11:00(60분) |      |
| 김한별 | 2007년 3월 11일 | 215회 | KBS 1TV   | 일요일 오전 10:00 ~ 11:00(60분) |      |

### 2008년
| 위더 웰던 | 2008년 3월 2일  | 266회 | KBS 1TV | 일요일 오전 10:00 ~ 11:00(60분) |                           | 유지연 | 2008년 8월 3일 | 288회 |  |
| 최성조    | 2008년 8월 10일 | 289회 | KBS 1TV | 일요일 오전 10:00 ~ 11:00(60분) | 2008년 베이징 올림픽 특집 |        |                |       |  |
| 김수녕    | 2008년 8월 10일 | 289회 | KBS 1TV | 일요일 오전 10:00 ~ 11:00(60분) | 2008년 베이징 올림픽 특집 |        |                |       |  |
| 윤태웅    | 2008년 8월 10일 | 289회 | KBS 1TV | 일요일 오전 10:00 ~ 11:00(60분) | 2008년 베이징 올림픽 특집 |        |                |       |  |
| 김흥국    | 2008년 8월 10일 | 289회 | KBS 1TV | 일요일 오전 10:00 ~ 11:00(60분) | 2008년 베이징 올림픽 특집 |        |                |       |  |

### 2009년
| 출연자 | 방송일         | 회차  | 방송 채널 | 방송 시간                        | 비고        |
| ------ | -------------- | ----- | --------- | -------------------------------- | ----------- |
| 중대장 | 2009년 3월 8일 | 318회 | KBS 1TV   | 일요일 오전 10:00 ~ 11:00 (60분) | 새내기 특집 |

### 2010년
| 출연자 | 방송일          | 회차  | 방송 채널 | 방송 시간                       | 비고 |
| ------ | --------------- | ----- | --------- | ------------------------------- | ---- |
| 이세창 | 2010년 6월 13일 | 379회 | KBS 1TV   | 일요일 오전 10:00 ~ 11:00(60분) |      |
| 박상철 | 2010년 7월 4일  | 382회 | KBS 1TV   | 일요일 오전 10:00 ~ 11:00(60분) |      |
| 서성금 | 2010년 7월 11일 | 383회 | KBS 1TV   | 일요일 오전 10:00 ~ 11:00(60분) |      |
| 김다나 | 2010년 12월 5일 | 402회 | KBS 1TV   | 일요일 오전 10:00 ~ 11:00(60분) |      |

### 2011년
| 출연자 | 방송일           | 회차  | 방송 채널 | 방송 시간                       | 비고    |                               |  |
| ------ | ---------------- | ----- | --------- | ------------------------------- | ------- | ----------------------------- |  |
| 이용   | 2011년 8월 21일  | 437회 | KBS 1TV   | 일요일 오전 10:00 ~ 11:00(60분) |         |                               |  |
| 최희   | 2011년 10월 16일 | 442회 | KBS 1TV   | 일요일 오전 10:00 ~ 11:00(60분) |         |                               |  |
| 이희경 | 2011년 11월 12일 | 444회 | KBS 1TV   | 일요일 오전 10:00 ~ 11:00(60분) | KBS 2TV | 토요일 오전 8:00 ~ 9:00(60분) |  |
| 이예랑 | 2011년 11월 26일 | 446회 |           |                                 | KBS 2TV | 토요일 오전 8:00 ~ 9:00(60분) |  |
| 강성범 | 2011년 11월 26일 | 446회 |           |                                 | KBS 2TV | 토요일 오전 8:00 ~ 9:00(60분) |  |
| 홍진영 | 2011년 12월 3일  | 447회 |           |                                 | KBS 2TV | 토요일 오전 8:00 ~ 9:00(60분) |  |
| 김민교 | 2011년 12월 10일 | 448회 |           |                                 | KBS 2TV | 토요일 오전 8:00 ~ 9:00(60분) |  |
| 이승하 | 2011년 12월 10일 | 448회 |           |                                 | KBS 2TV | 토요일 오전 8:00 ~ 9:00(60분) |  |
| 김주연 | 2011년 12월 10일 | 448회 |           |                                 | KBS 2TV | 토요일 오전 8:00 ~ 9:00(60분) |  |
| 김경진 | 2011년 12월 17일 | 449회 |           |                                 | KBS 2TV | 토요일 오전 8:00 ~ 9:00(60분) |  |
| 안재민 | 2011년 12월 24일 | 450회 |           |                                 | KBS 2TV | 토요일 오전 8:00 ~ 9:00(60분) |  |

### 2012년
| 출연자 | 방송일          | 회차  | 방송 채널                        | 방송 시간                     | 비고           |                                |                          |
| ------ | --------------- | ----- | -------------------------------- | ----------------------------- | -------------- | ------------------------------ | ------------------------ |
| 민송아 | 2012년 1월 14일 | 453회 | KBS 2TV                          | 토요일 오전 8:00 ~ 9:00(60분) |                |                                |                          |
| 이해리 | 2012년 1월 21일 | 454회 | KBS 2TV                          | 토요일 오전 8:00 ~ 9:00(60분) |                |                                |                          |
| 이용   | 2012년 1월 21일 | 454회 | KBS 2TV                          | 토요일 오전 8:00 ~ 9:00(60분) |                |                                |                          |
| 이희경 | 2012년 1월 21일 | 454회 | KBS 2TV                          | 토요일 오전 8:00 ~ 9:00(60분) | 명예 영웅 등극 |                                |                          |
| 이승윤 | 2012년 1월 21일 | 454회 | KBS 2TV                          | 토요일 오전 8:00 ~ 9:00(60분) | 명예 영웅 등극 |                                |                          |
| 신송이 | 2012년 1월 21일 | 454회 | KBS 2TV                          | 토요일 오전 8:00 ~ 9:00(60분) |                |                                |                          |
| 이철용 | 2012년 1월 21일 | 454회 | KBS 2TV                          | 토요일 오전 8:00 ~ 9:00(60분) |                |                                |                          |
| 이사랑 | 2012년 1월 21일 | 454회 | KBS 2TV                          | 토요일 오전 8:00 ~ 9:00(60분) |                |                                |                          |
| 이예랑 | 2012년 1월 21일 | 454회 | KBS 2TV                          | 토요일 오전 8:00 ~ 9:00(60분) |                |                                |                          |
| 김동수 | 2012년 2월 4일  | 456회 | KBS 2TV                          | 토요일 오전 8:00 ~ 9:00(60분) |                |                                |                          |
| 선우   | 2012년 2월 18일 | 458회 | KBS 2TV                          | 토요일 오전 8:00 ~ 9:00(60분) |                |                                |                          |
| 오예진 | 2012년 3월 4일  | 460회 | KBS 2TV                          | 토요일 오전 8:00 ~ 9:00(60분) | KBS 1TV        | 일요일 오전 9:00 ~ 10:00(60분) | 새내기 특집              |
| 맹세창 | 2012년 3월 4일  | 460회 | KBS 2TV                          | 토요일 오전 8:00 ~ 9:00(60분) | KBS 1TV        | 일요일 오전 9:00 ~ 10:00(60분) | 새내기 특집              |
| 맹세창 | 2012년 4월 29일 | 467회 | KBS 2TV                          | 토요일 오전 8:00 ~ 9:00(60분) | KBS 1TV        | 일요일 오전 9:00 ~ 10:00(60분) | 영웅 재도전 심기일전 2회 |
| 판유걸 | 2012년 4월 15일 | 465회 |                                  |                               | KBS 1TV        | 일요일 오전 9:00 ~ 10:00(60분) |                          |
| 한별   | 2012년 5월 6일  | 468회 |                                  |                               | KBS 1TV        | 일요일 오전 9:00 ~ 10:00(60분) |                          |
| 홍윤화 | 2012년 5월 6일  | 468회 |                                  |                               | KBS 1TV        | 일요일 오전 9:00 ~ 10:00(60분) |                          |
| 허민   | 2012년 5월 27일 | 470회 | 일요일 오전 10:00 ~ 11:00 (60분) |                               | KBS 1TV        | 일요일 오전 9:00 ~ 10:00(60분) |                          |
| 김경아 | 2012년 5월 27일 | 470회 | 일요일 오전 10:00 ~ 11:00 (60분) |                               | KBS 1TV        | 일요일 오전 9:00 ~ 10:00(60분) |                          |
| 이범학 | 2012년 6월 3일  | 471회 | 일요일 오전 10:00 ~ 11:00 (60분) |                               | KBS 1TV        | 일요일 오전 9:00 ~ 10:00(60분) |                          |

## 퀴즈 대한민국 출연 스포츠인
| 출연자 | 방송일          | 회차  | 방송 채널 | 방송 시간                       | 비고                      |
| ------ | --------------- | ----- | --------- | ------------------------------- | ------------------------- |
| 홍원기 | 2005년 1월 9일  | 107회 | KBS 1TV   | 일요일 오전 10:00 ~ 11:00(60분) |                           |
| 선수진 | 2005년 10월 9일 | 144회 | KBS 1TV   | 일요일 오전 10:00 ~ 11:00(60분) |                           |
| 김수녕 | 2008년 8월 10일 | 289회 | KBS 1TV   | 일요일 오전 10:00 ~ 11:00(60분) | 2008년 베이징 올림픽 특집 |

## 퀴즈 대한민국 예비 연예인
- 최세림
- 나꽃님
- 박경은
- 정영진
- 손성호
- 고재열
- 이지
- 송이진
- 달짜
- 이자민
- 추연수
- 설윤
- 안혜경
- 해리
- 아가
- 이미진
- 토니오
- 장윤희
- 하현정
- 솔림
- 시현

## 퀴즈 대한민국 출연자 중 사망자
| 출연자    | 방송일                                    | 회차  | 방송 채널 | 방송 시간                        | 비고                      |
| --------- | ----------------------------------------- | ----- | --------- | -------------------------------- | ------------------------- |
| 故 안재환 | 2004년 9월 26일 이후 2008년 9월 8일 사망  | 93회  | KBS 1TV   | 일요일 오전 10:00 ~ 11:00 (60분) | 추석 특집                 |
| 故 송지선 | 2008년 8월 10일 이후 2011년 5월 23일 사망 | 289회 | KBS 1TV   | 일요일 오전 10:00 ~ 11:00 (60분) | 2008년 베이징 올림픽 특집 |